# Dewey Johnson (Musiker)
Dewey Johnson (* 6. November 1939 in Philadelphia, Pennsylvania; † 26. Juni 2018) war ein US-amerikanischer Jazztrompeter.

## Leben und Wirken
Johnson stammte aus einer musikalischen, afroamerikanischen Familie in Philadelphia. Seine älteren Brüder traten als Trompeter auf, was ihn bewog, auf der Highschool ebenfalls das Instrument zu lernen. Vorbilder im Jazz waren für ihn die Trompeter Miles Davis, Clifford Brown und Donald Byrd; auf Grund seiner Affinität zur Spiritualität wurde schließlich die Musik John Coltranes zu seinem Haupteinfluss. 1960 kam er erstmals nach New York City.
Nach Aufenthalten in seiner Heimatstadt und an der Westküste in Los Angeles und dann in San Francisco kehrte Johnson nach 1963 nach New York zurück; dort spielte er zunächst mit Byron Allen. 1964 spielte er im Quintett des Pianisten Paul Bley (Barrage, ESP-Disk). Im folgenden Jahr gehörte er dem Ensemble von John Coltrane an, mit dem der Saxophonist sein Free-Jazz-Album Ascension einspielte. Im Juni 1982 und im Februar 1985 wirkte er noch bei zwei Aufnahmesessions des Perkussionisten Paul Murphy mit Jimmy Lyons, Karen Borca und Mary Anne Driscoll mit (Red Snapper: Paul Murphy at CBS, veröffentlicht bei Cadence Jazz Records, bzw. Cloudburst). Johnson setzte seine Karriere als freischaffender Improvisator (u. a. mit der Pianistin Mary Ann Driscoll) in den folgenden Jahren fort, ohne jedoch erneut aufzunehmen.

## Lexikalische Einträge
- David Glen Such: Avant-garde Jazz Musicians: Performing “out There”. University of Iowa Press, 1994
- Grove Music Online – The New Grove Dictionary of Jazz, 2nd edition,  2002